# Game Boy Color
Game Boy Color (også refereret til som GBC) er Nintendos efterfølger til Game Boy og blev udgivet 21. oktober 1998 i Japan og i november samme år i USA. Den har farveskærm og er lidt større end Game Boy Pocket. Prosessoren er dobbelt så hurtig som forgængernes og har dobbelt så meget hukommelse. Den har også en infrarød kommunikationsport for at kunne koble flere enheder sammen. Dette findes ikke på nyere versioner af Game Boy, som Game Boy Advance.